# 양산부산대학교병원
양산부산대학교병원(梁山釜山大學校病院, Pusan National University Yangsan Hospital)은 경상남도 양산시 물금읍 금오로 20에 있는 부산대학교의 병원이다. 2008년 11월에 개원하였다.
노무현 전 대통령이 이곳에서 사망 판정을 받았다.

## 연혁
- 2008년 11월 개원